# Liraz Charhi
Liraz Charhi (en hebreo: לירז צ'רכי‎) (31 de mayo de 1978) es una actriz y cantante israelí.

## Principios
Charhi nació en Ramla, Israel, en una familia judía de origen iraní. Su tía es la actriz y cantante israelí  Rita. Se alistó en las Fuerzas de Defensa de Israel, sirviendo como soldado en la banda militar del Cuerpo de Educación.

## Carrera
Charhi empezó a cantar y actuar cuando tenía 5 años, haciendo su debut cuando actriz de teatro en el Teatro Nacional Habima, donde  trabajó profesionalmente entre los 11 y los 14; entonces estudió en la Escuela de Artes Escénicas Beit Zvi .
En 2002 apareció en la serie de televisión israelí Ha-Masa'él  y logró fama después de una nominación de la Academia de Cine israelí (Premio Ophir) por su papel en la película de 2004 Sof Ha'Olam Smola. Fue invitada al Festival de cine de Israel en Los Ángeles en 2006, después del cual consiguió entrar en Hollywood.
Desde entonces, Charhi ha logrado fama internacional gracias a papeles como el que tuvo en la miniserie francesa Revivre, y las películas Juego Justo (2010) y Un Cuarteto Tardío (2012) en la que interpretó el papel de novia del actor Philip Seymour Hoffman. En 2020 interpretó el papel protagonista de una agente israelí del Mossad en la serie de televisión de espionaje Teherán.
En el año 2020 lanzó su álbum titulado Zan (que significa ‘mujeres’ en lengua persa) en el sello Glitterbeat Records con la colaboración con algunos músicos iraníes. Algunos de estos artistas colaboraron anónimamente por los riesgos que implicaban el colaborar con una artista israelí. El primer sencillo que se lanzó de este disco fue la canción "Injah".
El 7 de octubre de 2022 publicó su segundo álbum, titulado Roya.

## Discografía

### Álbumes
- Naz (2018)[6]
- Zan (2020)
- Roya (2022)

### Sencillos
- Zan Bezan (2019)
- Injah (2020)
- Bia Bia (2020)

## Filmografía
- Caza a la espía (2010)
- Sabri Maranan (2011-2013)
- El último concierto (2012)
- Teherán (2020)